# Élatée
Élatée (grec ancien : Ἐλάτεια / Eláteia, grec moderne : Ελάτεια / Elátia) est une cité grecque antique située en Phocide et la deuxième ville la plus importante de cette région avec Delphes. La ville moderne d'Élatée est rattachée au dème d'Amphiclée-Élatée, lui-même englobé dans le district régional de Phthiotide qui correspond entre autres à l'antique Locride et à une partie de l'antique Phocide.

## Mythologie
Les habitants d'Élatée se disaient Arcadiens et citaient comme héros fondateur et éponyme de leur ville Elatos fils d'Arcas. Le nom de la mère de cet Elatos varie beaucoup selon les versions : elle est appelée Leaneira (ou Laodameia), Meganeira, Chrysopeleia ou bien Erato (une dryade).

## Histoire
Élatée n'est pas mentionnée dans l’Iliade ou l’Odyssée. Selon le géographe grec antique Strabon, la ville d'Élatée est la deuxième ville la plus importante de Phocide. Elle doit son importance à sa localisation stratégique, qui commande le passage entre la Thessalie et la Phthie au nord-ouest et la Phocide et la Béotie au sud et à l'est. De ce fait, la ville est rapidement fortifiée. Pendant la deuxième guerre médique en 480 av. J.-C., la ville est brûlée par l'armée de Xerxès. En 338 av. J.-C., lorsque le roi Philippe II de Macédoine prend part à la guerre sacrée, il prend Élatée et en renforce les fortifications. Après la mort d'Alexandre le Grand, durant les guerres des Diadoques, la ville résiste à l'assaut de Cassandre puis est prise par Philippe V de Macédoine, fils de Démétrios II. Elle reste en possession de Philippe V jusqu'à l'invasion romaine. 
En 198 av. J.-C., les Romains s'emparent de la ville. Par la suite, la ville est attaquée par Taxilès, un des généraux du roi Mithridate VI, roi du Pont et du Bosphore, mais la ville résiste. Rome déclare alors libres les habitants d'Élatée (qui devient une civitas libera) en remerciement de leur fidélité pendant ce conflit.
Au IIe siècle, le géographe grec Pausanias le Périégète évoque longuement la ville et son histoire avant d'en décrire les principaux lieux et monuments qui lui semblent dignes d'intérêt. Il mentionne une agora, un temple d'Asclépios contenant une statue du dieu glabre, un théâtre et une statue d'Athéna en bronze. Une statue sur l'agora, représentant Elatos, héros fondateur de la ville, retient son attention. Il évoque en outre un temple consacré à Athéna Cranaia, situé à 20 stades (environ 4 km) de la ville, sur une colline abrupte, au bout d'une route en pente douce.

## Fouilles archéologiques
La ville ayant été détruite à plusieurs reprises pendant l'Antiquité et sujette à plusieurs séismes, les fouilles archéologiques sur le site antique n'ont pas donné lieu à des découvertes prolifiques. Toutefois, le temple d'Athéna Cranaïa, mentionné par Pausanias, a été retrouvé. L'archéologie a également permis de montrer que l'occupation humaine de l'endroit remonte à 6000 avant J.-C. et que cette occupation a été continuelle.